# Belorecensk
Belorecensk (ru. Белореченск) este un oraș din Regiunea Krasnodar, Federația Rusă și are o populație de 54.028 locuitori.